# Manhattan Transfer (Bahnhof)
Manhattan Transfer war ein Umsteigebahnhof in Harrison im Hudson County des Bundesstaats New Jersey der Vereinigten Staaten. Der Bahnhof war von 1910 bis 1937 in Betrieb. Die Besonderheit des Bahnhofs war, dass er keine Fußgängerzugänge hatte und nur mit Zügen erreicht werden konnte. Er lag westlich von New York City an der Hauptstrecke der Pennsylvania Railroad (PRR) sowie an der Hudson and Manhattan Railroad (H&M) nach Newark (New Jersey). Die Hauptstrecke der ehemaligen PRR ist heute Teil des Northeast Corridors. Das Netz der ehemaligen H&M gehört seit 1962 der Port Authority Trans-Hudson (PATH).
Sowohl der bedeutende Roman Manhattan Transfer von John Dos Passos aus dem Jahr 1925 als auch die amerikanische Vokalgruppe The Manhattan Transfer sind nach dem Bahnhof benannt.

## Geschichte

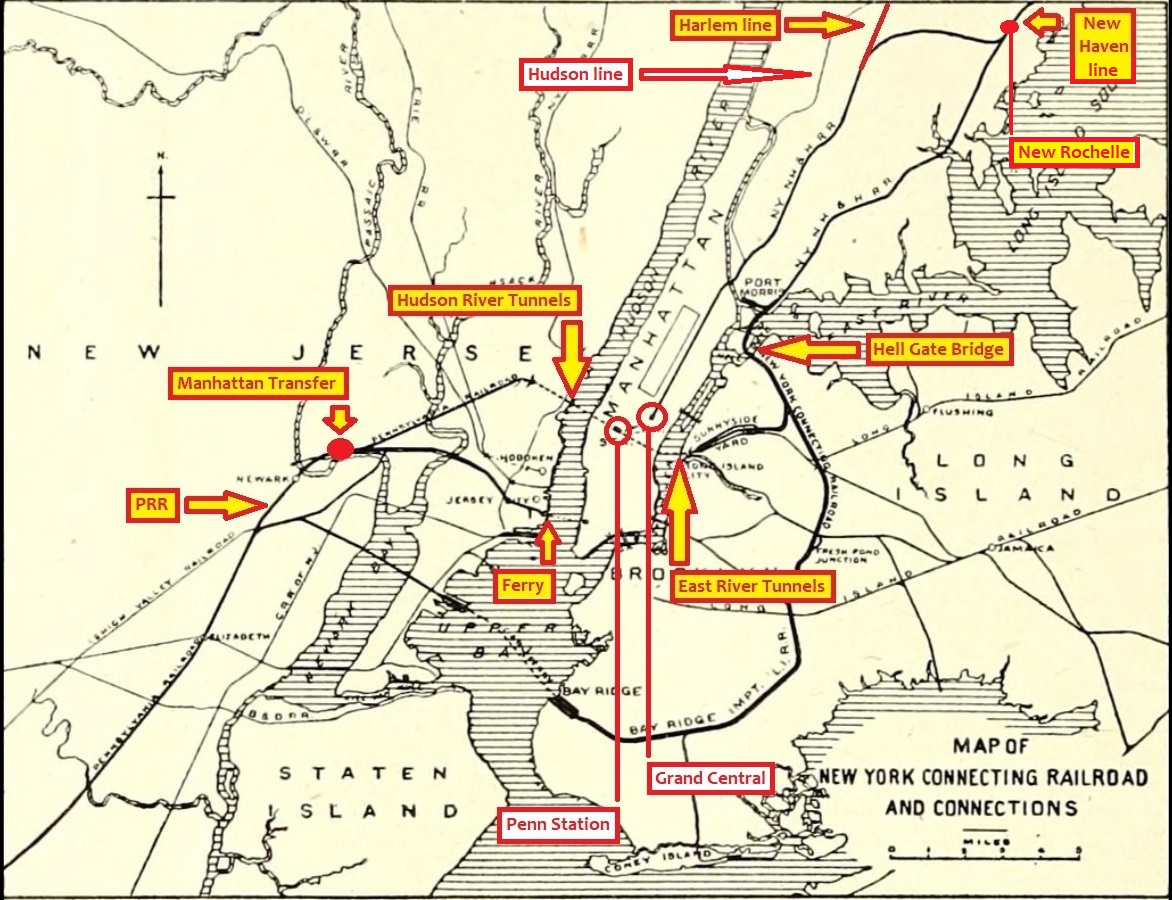
Landkarte von 1908 mit Strecken der Pennsylvania Railroad und der New Haven Railroad. Die Markierungen mit Schlüsselstellen des Nordostkorridors wurden nachträglich eingefügt. Der Bahnhof Manhattan Transfer ist links der Bildmitte markiert.

Die Pennsylvania Railroad eröffnete den Bahnhof im Rahmen ihres Projekts New York Tunnel Extension, das der Eisenbahngesellschaft vom Festland aus Zugang nach Manhattan verschaffte. Diese Verbindung durch die North River Tunnels unter dem Hudson River führte weiter durch die East River Tunnels zur Long Island Rail Road und zur New York, New Haven and Hartford Railroad Richtung Boston.
Da die Tunnel wegen der bei Nutzung von Dampflokomotiven schwer vermeidbaren Verrauchung nur mit Elektrolokomotiven befahren werden durfte, musste ein Bahnhof geschaffen werden, an dem die Fernzüge in Richtung New York Pennsylvania Station halten konnten, um die Dampflokomotive gegen eine Elektrolokomotive auszutauschen.
Der anfänglich nach seiner Lage in der Town Harrison auch als Harrison Interchange Yard bezeichnete Bahnhof wurde am 27. November 1910 eröffnet. Die Anlage bestand aus zwei Außenbahnsteigen an jeder Seite der Hauptstrecke. Als die Hudson and Manhattan Railroad (H&M) gebaut wurde, verlegte diese bei Manhattan Transfer an jeder Seite der PRR-Linie einen weiteren Schienenstrang. Dadurch konnten die Reisenden der PRR auf die H&M-Züge umsteigen und so Lower Manhattan erreichen. Diese Erweiterung wurde am 1. Oktober 1911 eröffnet.
Ab 1933 war die Strecke auch nach Süden elektrifiziert, sodass der zusätzliche Halt nur noch zum Umsteigen auf die H&M nötig war. Die H&M-Bahnlinie wurde am 20. Juni 1937 in Newark von der bisherigen Endstation Park Place zur neuen Pennsylvania Station umgelegt und Manhattan Transfer geschlossen. Passagiere von und nach Manhattan steigen seither in der Pennsylvania Station um.
In der ebenfalls im Hudson County liegenden Stadt Secaucus wurde 2003 der Bahnhof Secaucus Junction am Kreuzungspunkt der New York Tunnel Extension und der ehemaligen Hauptstrecke der Erie Railroad eröffnet. Er ist, ähnlich wie Manhattan Transfer, auf Umsteiger ausgerichtet, aber als Turmbahnhof ausgeführt und von außen betretbar.